# Église Saint-Pierre de Pacé
L'église Saint-Pierre est située à Pacé, dans l'Orne.

## Description
L'édifice est inscrit aux monuments historiques depuis 1974.

## Galerie d'images

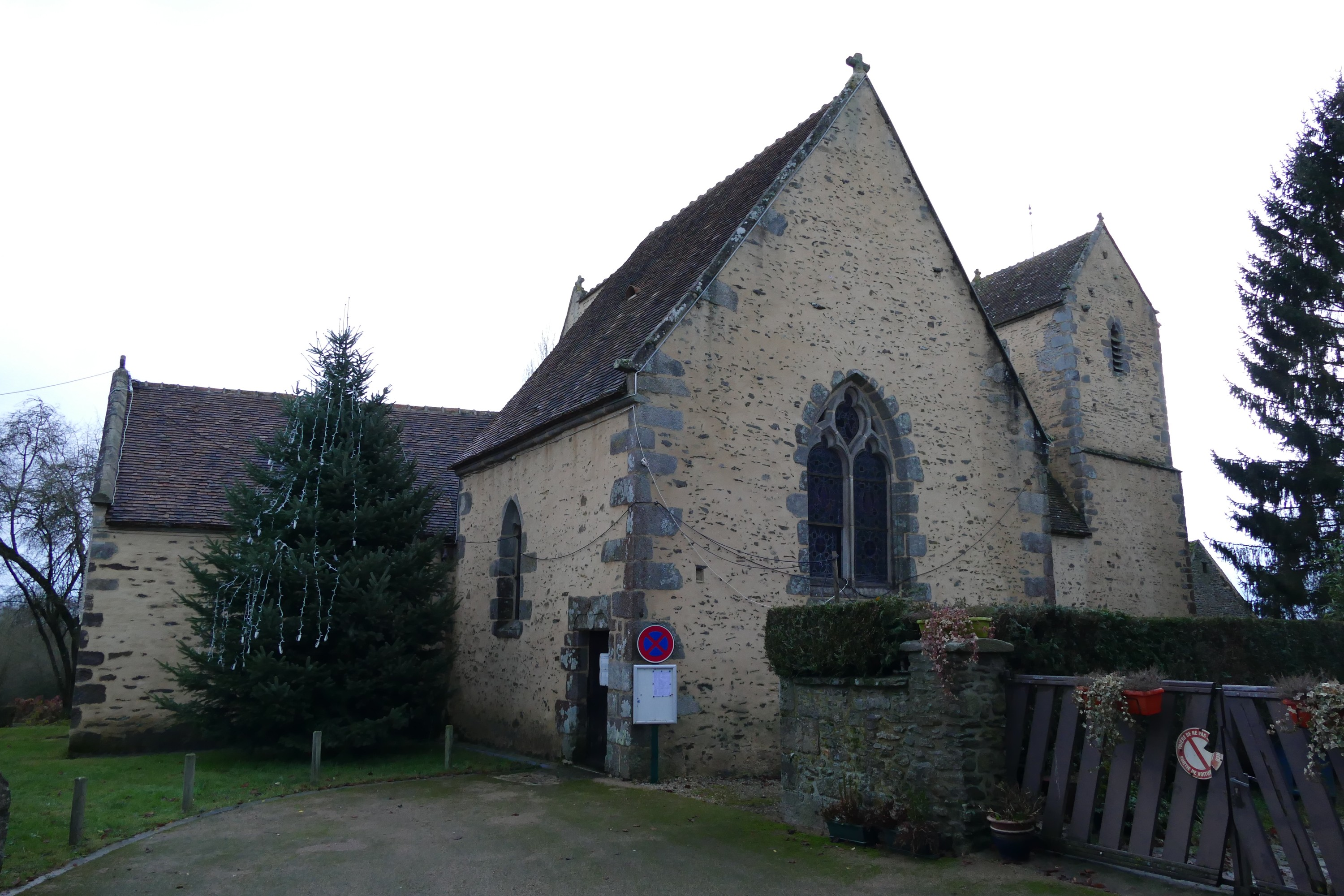
Autre vue.
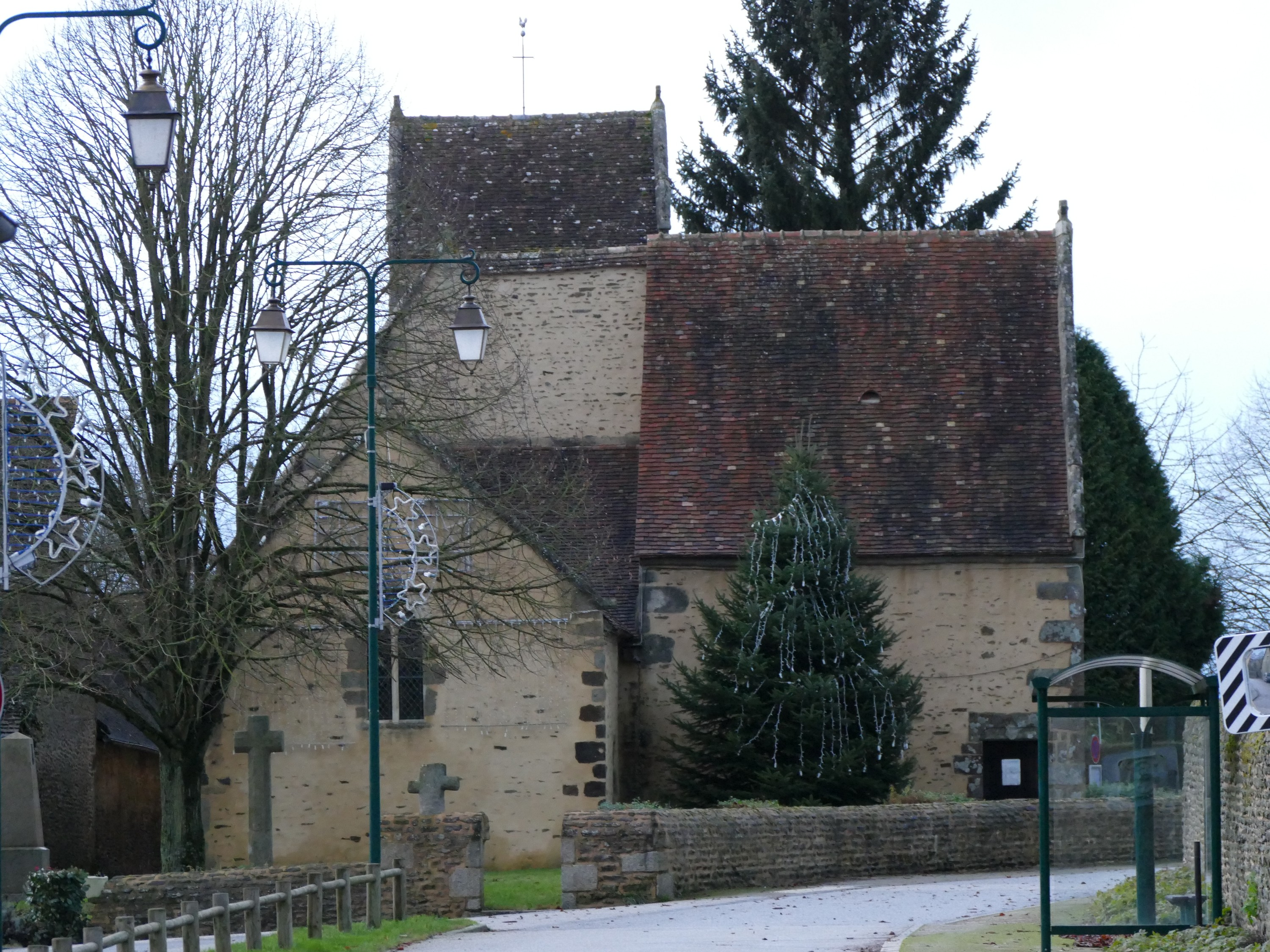
Autre vue.